# Ciudadela (barco)

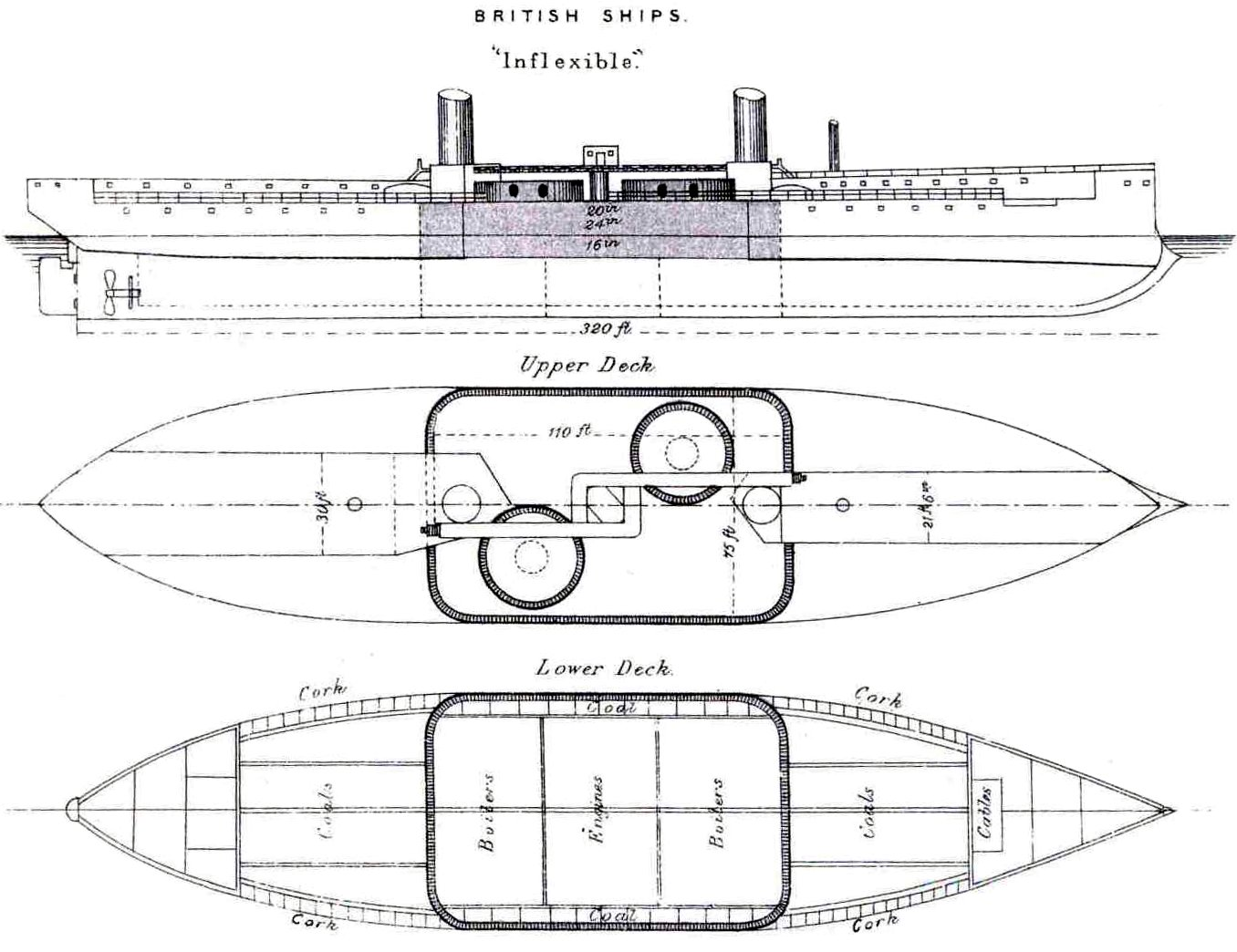
Esquema del en cuyo centro se ubica una ciudadela rectangular.

En un buque de guerra, se denomina ciudadela a aquella estructura blindada diseñada para encerrar la sala de máquinas y los almacenes de munición y proteger dichos compartimentos contra proyectiles y explosivos. Está conformado por el blindaje de cubierta, el cinturón y los mamparos transversales.

## Estructura
- Blindaje de cubierta: Estaba pensado para la protección frente a proyectiles de trayectoria vertical que impactan en la cubierta y que podrían alcanzar la ciudadela. Por ese motivo, la cubierta generalmente es reforzada con múltiples capas de blindaje.[2]
- Cinturón: Constituía el elemento más importante en la protección de la ciudadela al cubrir ambos lados del buque y la línea de flotación. Su espesor disminuía en los extremos del barco y por debajo de la línea de flotación a excepción de los acorazados de la clase King George V. Los cinturones de blindaje más pequeños fueron creados a partir de placas individuales, mientras que los cinturones más grandes fueron construidos a partir de varias placas cerradas y fusionadas para evitar la debilidad en sus uniones.[2]

- Mamparos transversales: Constituyen las divisiones verticales dentro del casco del buque. Así como en el blindaje de cubierta, los mamparos transversales que demarcan los límites de la ciudadela son reforzados con capas de blindaje adicionales.[2]

## Otros usos del término
En un barco no militar, una ciudadela es un espacio seguro equipado con medios de comunicación y suministros de emergencia, utilizado típicamente en caso de piratería.